# 福岡県立築上西高等学校築上町立上城井分校
福岡県立築上西高等学校築上町立上城井分校（ふくおかけんりつ ちくじょうにしこうとうがっこう ちくじょうちょうりつ かみきいぶんこう, Kamiki Branch of Fukuoka Prefectural Chikujo Nishi High School）は福岡県築上郡築上町大字下本庄1688番地にあった公立高等学校の分校。

## 概要
1950年（昭和25年）に「福岡県立築上西高等学校上城井分校」として開校した。
2008年（平成20年）に募集停止となり、2009年度（平成21年度）限りで最後の1人が卒業し閉校となった。男女共学ではあったが、女子生徒のみが在籍していた。
校門付近の石碑には「乙女の学び舎」と刻印されている。
分校歌
本校の築上西高等学校校歌とは別に、分校歌があった。4番まである。

## 沿革
- 1950年（昭和25年）- 築上郡上城井村に「福岡県立築上西高等学校上城井分校」（定時制課程）が開校。
- 1951年（昭和26年）- 新校舎が完成。
- 1953年（昭和28年）- 普通科を廃止し、被服科を設置。
- 1958年（昭和33年）- 築城町に分校経営を移管し、「福岡県立築上西高等学校築城町立上城井分校」と改称。
- 1962年（昭和37年）- 制服を改定。
- 1973年（昭和48年）- 被服科を廃止し、家政科を設置。
- 1975年（昭和50年）- 新校舎が完成。
- 1990年（平成2年）- 制服を改定。
- 2003年（平成15年）- 家政科を廃止し、生活デザイン科を設置。
- 2006年（平成18年）- 町合併により、「福岡県立築上西高等学校築上町立上城井分校」と改称。制服を改定。
- 2008年（平成20年） - 生徒募集を停止。
- 2010年（平成22年）3月 - 閉校。60年の歴史に幕を閉じる。

## アクセス
- JR九州「築城駅」より太陽交通バス「下本庄」バス停下車

## 参考資料
- 上城井分校 閉校式 - 福岡県立築上西高等学校ウェブサイト